# محمد المصطفى الشنقيطي
محمد المصطفى بن عبد القادر العلوي الشنقيطي، أحد العلماء والوراقون في الحجاز في القرن الرابع عشر الهجري، ولد عام 1316هـ، وتوفي عام 1389هـ.

## عمله في الوراقة
عمل الشيخ محمد الشنقيطي في الوراقة ، وكان صاخب مكتبة متواضعة تضم العديد من الكتب الدينية والتاريخية والأدبية وبعض الأدوات المدرسية، وتقع مكتبته بالقرب من باب السلام الكبير من الحرم المكي.
وقد ذكر تلميذه عبد القادر بن سعيد بداية عمل أستاذه في الوراقة، فقال:" وفي ذي القعدة عام ثلاثة وستين وثلاثمائة وألف توجه إلى الحج بعائلته وأصهاره ، وبعد تمام الحج تعلق به صديقه، فريد أقرانه، ووحيد زمانه الشيخ محمد ابن جعفر لبنب، ورجاه أن يقيم بمكة ولو مؤقتًا ، وأشار عليه بتعاطي سبب من أسباب المعيشة حيث رآه لا يرضى التقرب للحكام، ولا أهل الدنيا.
ولما فتح دكانه الذي يبيع فيه الكتب بباب السلام، وقال له:
بع واشتر في الكتب فهي أوفق تجارة بمقامك، ففعل رغمًا عن تباعده من الناس لم يستطع الانفكاك منهم، فلا يخلو من المستفتين عن معضلات الأحكام، ولم ينقض له فتوى قط".

## مكانته العلمية
أقبل الشيخ الشنقيطي على العلم فكان أحد طلابه ومشايخه، وتلقى العلم على أيدي كبار العلماء والفقهاء في الحرمين الشريفين، وقد حرص على ملازمتهم والاستفادة من علمهم؛ لذا نال إشادتهم بعلمه، وليس أدل على ذلك من منحهم له الإجازات العلمية في ثبته. ومن مشايخه الذين تتلمذ على أيديهم:
- محمد بن عبد الله بن زيدان بن غالي.
- عمر بن حمدان المحرسي.
- صالح نجم الدين الفضيل الرزقي الكافي.
- عبد القادر ابن توفيق الشلبي الطرابلسي المدني.

واتخذ من مكتبته مكانًا للتدريس ، والتأليف والمطالعة، والمذاكرة مع من يحضر إلى مكتبته من رجال العلم والأدب، كما كانت مقصدصا لمن أراد أن يستفتيه في مسألة شرعية.

## مؤلفاته
```
ألف الشنقيطي رسائلاً وكتبًا في موضوعات شرعية متنوعة كالفقه، وقد عالجت موضوعاته القضايا في ذلك الوقت، وهذه الكتب والرسائل منها المطبوع ومنها ما ظل مخطوطًا، 
ومن المطبوع منها ما يلي:
```

- تنوير قلوب المسلمين بتاريخ أمهات المؤمنين. والذي يسمى بــ( زهر الورد وطيب الرياحين). ويختص مؤلفه هذا بأمهات المؤمنين زوجات الرسول محمد_ صلى الله عليه وسلم_.
- القول الحق في أمر الحمل المحقق، وتحرير الكتابة في الفرق بين محققة الحمل والمرتابة.
- زبدة أسانيدي عن بعض مشايخي الأعلام.

كما أنه هناك مجموعة من الكتب والرسائل المطبوعة أو المعدة للطبع ومنها:
- روضة الرياحين والورد والورس في إثبات مشروعية الدعاء بعد ختم الدرس.
- إظهار الحق لأهل الإنصاف بثبوت حق الغائبين في غلة الأوقاف.
- الكتابات المقنعة في مسائل متنوعة.
- شرح منظومة آداب الجماع.
- تصربيح القرآن وأحاديث المصطفى بتفضيل الصدقة على الفقراء على بناء مستشفى.
- الجواب الموضح المحرر بلعن المغيّرات خلقة الشعر.
- التعليق المفضل على كتاب طرد الضوال والهمل.[4]